# Le Cri du Peuple
Le Cri du Peuple fu un quotidiano creato da Jacques Doriot e organo del Partito Popolare Francese, partito fascista e collaborazionista, nell'ottobre del 1940. Riprendeva il titolo dal gazzettino fondato nel 1871 da Jules Vallès. Lo scopo della creazione del giornale era di accaparrarsi i lettori del quotidiano L'Humanité ed orientarli verso il sostegno al collaborazionismo.
Cessò le pubblicazioni nel 1944.